# Pupillidae
Pupillidae is una familia de moluscos gasterópodos pulmonados terrestres, en general pequeños, en la superfamilia Pupilloidea.
Esta familia no tiene subfamilies (según la taxonomía de las Gastropodas de Bouchet & Rocroi, 2005).

## Distribución
Pupoides marginatus es endémico en Cuba. El género típico, Pupilla  tiene numerosas especies vivas y extintas en Europa, en el norte de África, y América del Norte.

## Anatomía
En esta familia, el número haploide de cromosomas está entre 26 y 30 (véase los valores en esta tabla).

## Géneros
Géneros en la familia Pupillidae incluyen:
- Gyliotrachela Tomlin, 1930
- Lyropupa Pilsbry, 1900
- Pronesopupa Iredale, 1913
- Ptychalaea Boettger, 1889
- Pupilla Fleming, 1828 - género típico de la familia Pupillidae[3]
- Pupoides Pfeiffer, 1854[4][3]
- Pupoidopsis Pilsbry & Cooke, 1920
- Sterkia Pilsbry, 1898[6] / o en Vertiginidae[4][aclaración requerida]